# 海沃西 (北卡羅萊納州)
海沃西（英語：Hiwassee）是位於美國北卡羅萊納州切羅基縣的非建制地區。

## 歷史
海沃西的郵局於1837年設立，其後於1939年停運。

## 地理
海沃西所處的海拔為高於海平面491米（即1611英呎），而該地所採用的時區為UTC-5，即北美东部时区（EST）。同時該地設有夏令時間，為UTC-5調快一小時，即UTC-4（EDT）。